# Leptopelis macrotis
Leptopelis macrotis es una especie de anfibios de la familia Arthroleptidae.
Habita en Costa de Marfil, Ghana, Guinea, Liberia y Sierra Leona.
Su hábitat natural incluye bosques tropicales o subtropicales húmedos a baja altitud y ríos.
Está amenazada de extinción por la pérdida de su hábitat natural.